# Alice Betto
Alice Betto (Cavaria con Premezzo, 10 dicembre 1987) è una triatleta italiana, campionessa nazionale dell'anno 2009 (categoria U23).

## Biografia

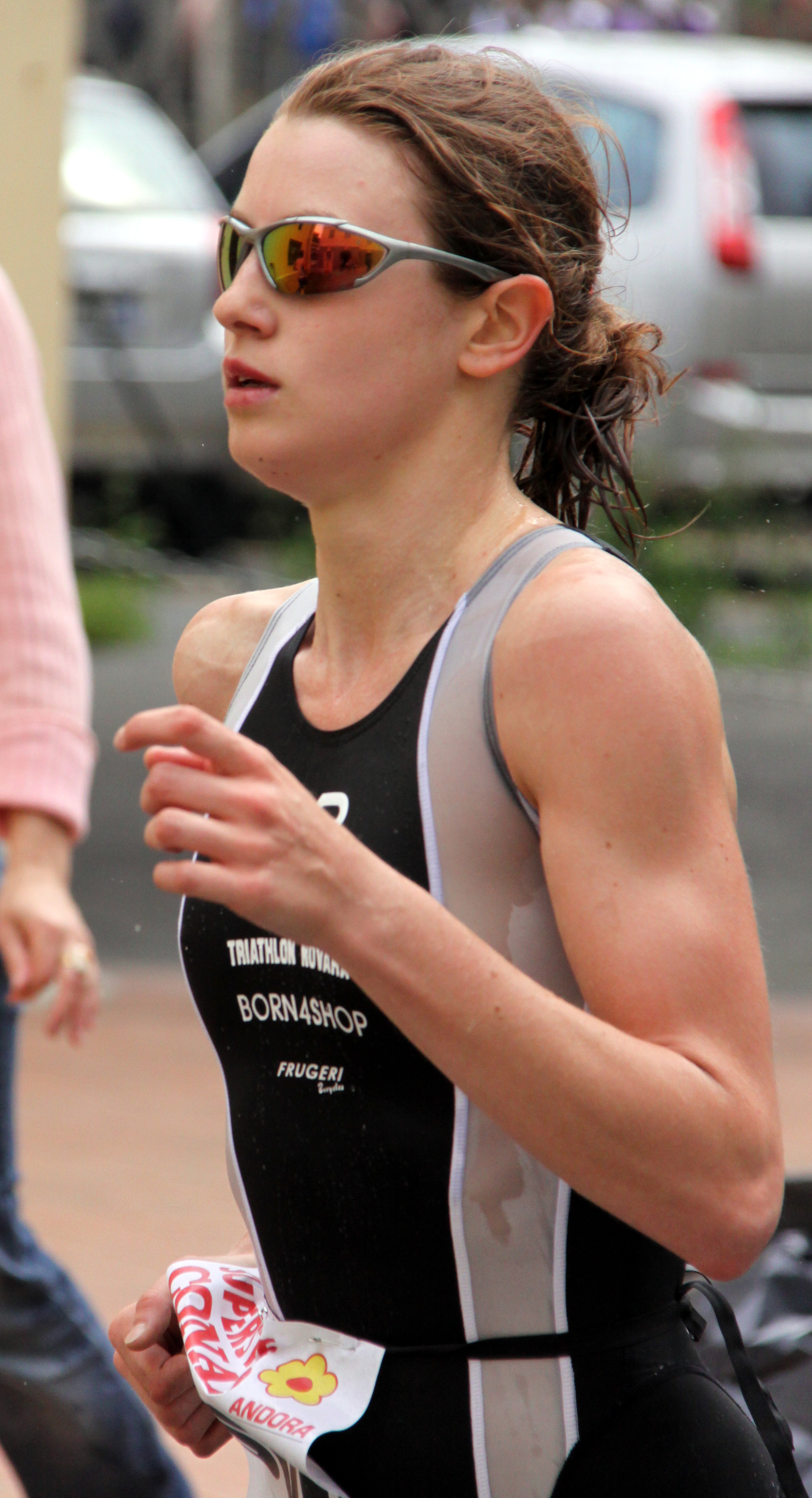
Alice Betto al Triathlon di Andora 2010.

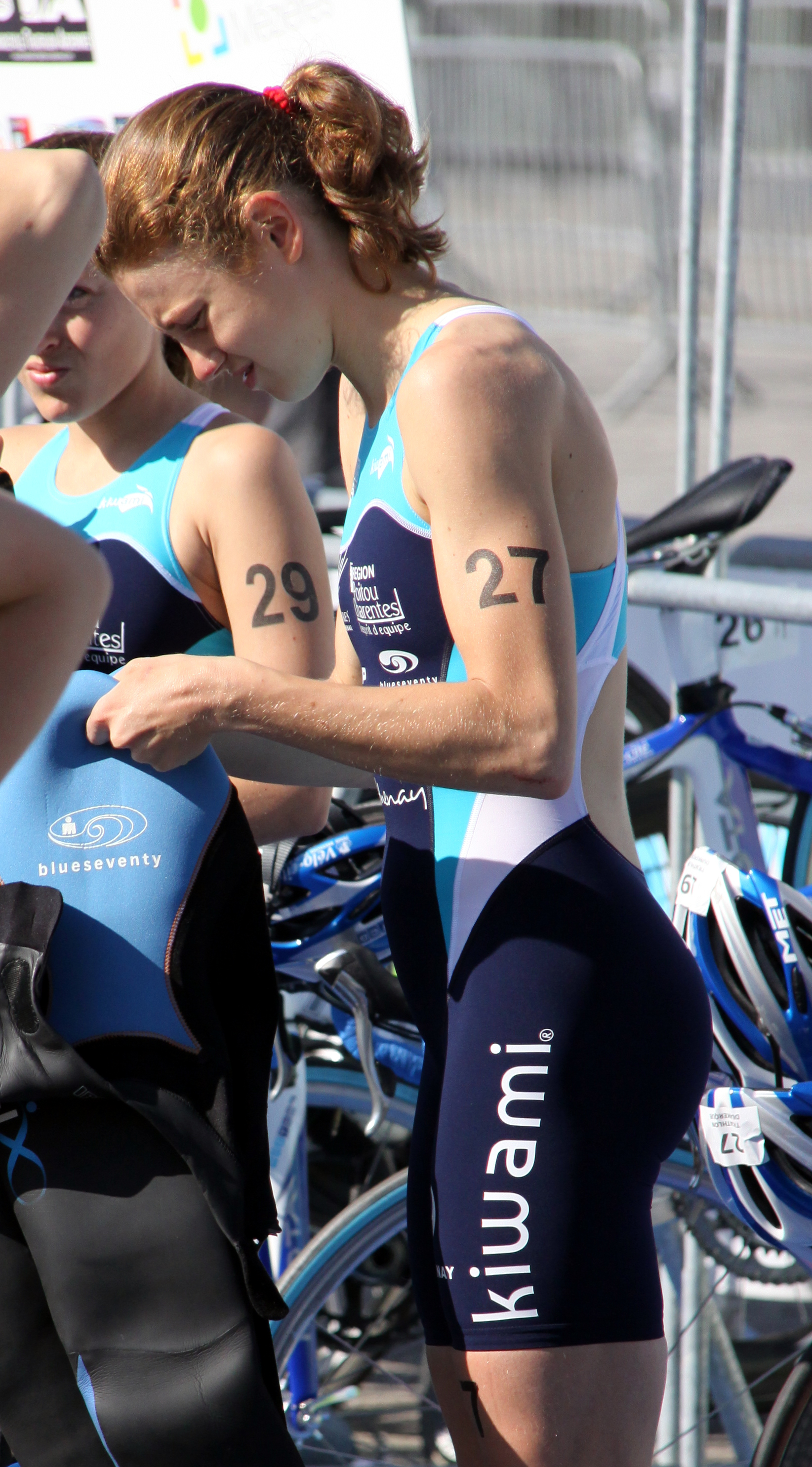
Alice Betto al Triathlon di Dunkerque 2010.

Al suo primo triathlon internazionale, ovvero alla prima Coppa Europea dell'anno 2010 (Quarteira), Alice Betto conquistò il terzo posto dopo Vanessa Fernandes, seconda ai Giochi Olimpici di Pechino (2008), e Emmie Charayron, la campionessa mondiale dell'anno 2009 (categoria Junior). Alice Betto faceva parte della squadra élite del Triathlon Novara, ma dal primo gennaio 2011 è passata nelle file della DDS di Settimo Milanese. Inoltre fa anche parte del CUS Pro Patria Milano.
Nel 2010 Alice Betto partecipa al Championnat des Clubs de D1 de Triathlon (= Lyonnaise des Eaux) e, nella prima gara a Dunkerque (23 maggio 2010), arriva quindicesima in classifica generale, tra i migliori della Francia e del mondo, e seconda del suo club TCG 79 Parthenay, davanti a Vendula Frintova (17º posto). Nel 2021, a 34 anni, partecipa alla sua prima Olimpiade dopo che due infortuni le avevano impedito di essere convocata per Londra 2012 e Rio 2016.
Alice Betto si è laureata a pieni voti nel 2013 presso la Accademia di Belle Arti di Brera a Milano.

## Gare ITU
| data       | gara                                                                          | luogo     | posto |
| ---------- | ----------------------------------------------------------------------------- | --------- | ----- |
| 2010-04-11 | European Cup (Elite)                                                          | Quarteira | 3     |
| 2010-08-15 | European Cup (Elite)                                                          | Geneva    | 3     |
| 2010-09-08 | Dextro Energy World Championship Series, Grand Final (U23 World Championship) | Budapest  | 7     |
| 2010-10-24 | Premium European Cup (Elite)                                                  | Alanya    | 8     |